# Centaurea drabifolioides
Centaurea drabifolioides là một loài thực vật có hoa trong họ Cúc.

## Phân bố
Loài này có ở Thổ Nhĩ Kỳ. 

## Phân loại
Loài này được Arthur Huber-Morath công bố trong Bauhinia 3: 322, t. 29. năm 1967. 